# William Disney
William Dale „Bill“ Disney (3. dubna 1932 Topeka, Kansas – 22. dubna 2009 Lake Havasu City, Arizona) byl americký rychlobruslař.
Největšího úspěchu dosáhl na Zimních olympijských hrách 1960, kde vybojoval stříbrnou medaili na trati 500 m. O čtyři roky později, na zimní olympiádě 1964, startoval na téže trati a umístil se na osmém místě.